# 瑪瑙斯單軌電車
玛瑙斯单轨電車（葡萄牙語：Monotrilho de Manaus）是位於巴西玛瑙斯，建設中的單軌電車系統，路線長度約20公里。
2012年2月，亚马孙州基础设施秘书处与一個由CR Almedia,、Mendes Junior、Serveng及馬來西亞鐵路公司Scomi Rail組成的集團簽訂了合約。
根據2011年8月的公告，單軌電車路線將由Largo da Matriz至Jorge Teixeira，總共九站。原定于2014年完工，不過現在通車日期已延後。